# 藤沢徹衛
藤沢 徹衛（ふじさわ てつえ）は、日本の俳優。東映俳優養成所所属。かつては東映剣会に所属していた。

## 出演

### 映画
- 「忍者狩り」（1964年9月5日） - 松山藩小者
- 「明治侠客伝 三代目襲名」（1965年9月18日） - 観客 / 警官
- 「博奕打ち 一匹竜」（1967年5月3日） - 鬼若の子分
- 「人間魚雷 あゝ回天特別攻撃隊」（1968年1月3日）
- 「懲役三兄弟」（1969年5月3日） - 東洋会子分
- 「純子引退記念映画 関東緋桜一家」（1972年3月4日）
- 仁義なき戦いシリーズ
  - 「仁義なき戦い」（1973年1月13日） - 倉光正義
  - 「仁義なき戦い 広島死闘篇」（1973年4月28日） - 片倉克己
  - 「仁義なき戦い 代理戦争」（1973年9月25日） - 打本組組員
  - 「仁義なき戦い 完結篇」（1974年6月29日） - 楠田時夫
  - 「新仁義なき戦い」（1974年12月28日） - ボーイ
  - 「新仁義なき戦い 組長の首」（1975年11月1日） - 木村
  - 「新仁義なき戦い 組長最後の日」（1976年4月24日） - 関本刑事
- 「三池監獄 兇悪犯」（1973年5月12日） - 田中茂太
- 「唐獅子警察」（1974年6月1日） - 須田茂
- 「あゝ決戦航空隊」（1974年9月14日）
- 「実録飛車角 狼どもの仁義」（1974年10月5日） - 巡査
- 「逆襲! 殺人拳」（1974年11月22日） - 藤田
- 「県警対組織暴力」（1975年4月26日） - 三杉寛
- 「資金源強奪」（1975年6月21日） - 羽田組組員
- 「五月みどりのかまきり夫人の告白」（1975年11月1日） - 影の男
- 「強盗放火殺人囚」（1975年12月6日） - 看守
- 「実録外伝 大阪電撃作戦」（1976年1月31日） - ヒットマン
- 「暴走パニック 大激突」（1976年2月28日） - 鑑識課員
- 「狂った野獣」（1976年5月15日） - 銀行員 / 警官
- 「戦後猟奇犯罪史」（1976年6月19日） - 田丸警部補
- 「徳川女刑罰絵巻 牛裂きの刑」（1976年9月4日） - 捕り方
- 「やくざの墓場 くちなしの花」（1976年10月30日） - 巡査
- 「広島仁義 人質奪回作戦」（1976年12月4日） - 田上利男
- 「毒婦お伝と首切り浅」（1977年1月22日） - 倉田
- 「やくざ戦争 日本の首領」（1977年1月22日） - 向井隆吉
- 「北陸代理戦争」（1977年2月26日） - 桑原長吉
- 「恐竜・怪鳥の伝説」（1977年4月29日）
- 「日本の仁義」（1977年5月28日）
- 「ドーベルマン刑事」（1977年7月2日） - ディレクター
- 「仁義と抗争」（1977年8月27日） - 桜井
- 「柳生一族の陰謀」（1978年1月21日） - 土井の家臣
- 「宇宙からのメッセージ」（1978年4月29日） - 士官
- 「沖縄10年戦争」（1978年6月3日） - 警官
- 「冬の華」（1978年6月17日） - 中井組若衆
- 「赤穂城断絶」（1978年10月28日） - 杉野十平次
- 「総長の首」（1979年4月7日） - 花森組若衆
- 「地獄」（1979年6月3日） - 村人
- 「真田幸村の謀略」（1979年9月1日） - 行列の侍
- 「日本の黒幕」（1979年10月27日） - 記者
- 「影の軍団 服部半蔵」（1980年2月23日） - 戸沢帯刀
- 「徳川一族の崩壊」（1980年5月24日） - 道島五郎兵衛
- 「青春の門」（1981年1月15日） - 保安係
- 「吼えろ鉄拳」（1981年8月8日） - 六匹の竜
- 「修羅の群れ」（1984年11月17日）
- 「激動の1750日」（1990年9月15日） - 藤村
- 「流れ板七人」（1997年1月15日）

### テレビドラマ

#### NHK
- 「大岡越前6」最終話（2022年7月1日、NHK BSプレミアム）

#### 日本テレビ
- 「桃太郎侍」
  - 第34話「儚い恋の花いちもんめ」（1977年5月29日）
  - 第85話「女金貸し鬼より怖い」（1978年5月28日）
  - 第103話「呑んべえ芸者騒動記」（1978年10月1日）
  - 第122話「奉公人はつらいよ」（1979年2月18日）
  - 第133話「千代田の濠に咲く友情」（1979年5月6日）
  - 第148話「つばめのつばめ」（1979年8月19日）
  - 第152話「大江戸剣術王座決定戦」（1979年9月16日）
  - 第193話「お化け長屋の牛騒動」（1980年6月29日）
  - 第194話「大江戸娘番長」（1980年7月6日） - 藤兵衛の子分
  - 第208話「松竹梅 晴れて旅立ち」（1980年10月12日） - 金蔵の子分
  - 第214話「その喧嘩俺が買った!」（1980年11月23日）
  - 第223話「娘剣法一番勝負」（1981年2月1日）
  - 第237話「べらんめえ箱入り娘」（1981年5月10日）
- 「松平右近事件帳」
  - 第1話（1982年3月28日） - 日照の配下
  - 第10話（1982年5月30日）
  - 第47話（1983年2月20日）
- 長七郎江戸日記シリーズ
  - 「長七郎江戸日記 第1シリーズ」
    - 第2話「風流献上鷹始末」（1983年10月25日） - 山口
    - 第8話「風流五三の桐変化」（1983年12月6日）
    - 第48話「疑惑の男」（1985年1月29日）
    - 第50話「お礼参り」（1985年2月12日）
    - 第52話「幻の母を見た」（1985年2月26日）
    - 第60話「大江戸女番長始末記」（1985年5月7日）
    - 第64話「俺ァ江戸さ行くだ」（1985年6月4日）
    - 第69話「老盗の心意気」（1985年8月27日）
    - 第74話「雨宿り」（1985年11月5日）
    - 第82話「初姿春駒おどり」（1986年1月7日）
    - スペシャル6「風雲! 旗本奴と町奴」（1986年4月1日）
    - 第96話「十手かたぎ」（1986年4月22日）
    - 第106話「泣くな山鳩」（1986年9月2日） - 左源太

  - 「長七郎江戸日記 第2シリーズ」
    - 第2話「意気に感ず」（1988年1月19日）
    - 第9話「地獄を覗いた姫君」（1988年3月8日）
    - 第17話「夫婦飛脚・恋の綱引」（1988年6月14日）
    - 第28話「ゆき暮れて母悲し」（1988年10月25日）
    - 第44話「少女の叫び」（1989年2月28日） - 大月一馬

  - 「長七郎江戸日記 第3シリーズ」
    - 第15話「辰が惚れた女」（1991年2月5日）
    - 第21話「罠に掛った長七郎」（1991年3月19日） - 亀石藩用人
- 年末時代劇スペシャル
  - 「白虎隊」後編（1986年12月31日）
  - 「田原坂」前編（1987年12月30日） - 中山忠能
  - 「源義経」（1991年12月31日）
- 火曜サスペンス劇場 → DRAMA COMPLEX
  - 「花園の迷宮」（1988年3月29日）
  - 「弁護士・高林鮎子」第27作（2000年8月29日）
  - 「戦国自衛隊・関ヶ原の戦い」後編（2006年2月7日）
- 水曜グランドロマン「用心棒日月抄」（1989年5月10日）
- 土曜スーパースペシャル「喧嘩安兵衛 決闘高田ノ馬場」（1989年7月1日）
- 八百八町夢日記シリーズ
  - 「八百八町夢日記 第1シリーズ」
    - スペシャル1「夢を追って」（1989年10月10日）
    - 第5話「情けをかけて」（1989年11月14日）
    - 第17話「父は強かった」（1990年2月20日）
    - 第19話「涙雨、おんな暦」（1990年3月6日） - 大家

  - 「八百八町夢日記 第2シリーズ」
    - 第15話「泣くな、真四郎」（1992年2月4日）
    - 第22話「翔べ! 見習い同心」（1992年4月21日） - 大和田新九郎
- 「樅ノ木は残った」（1990年1月2日）
- 「寛永風雲録」（1991年1月2日）
- 「半七捕物帳」第6話（1992年11月17日）
- 「闇を斬る!大江戸犯科帳」
  - 第2話「君よ怒りの剣を取れ!」（1993年3月16日） - 浪人
  - 第11話「運命の銃弾」（1993年9月7日）
  - 第14話「筆頭老中への陰謀」（1993年10月12日）
- 江戸の用心棒シリーズ
  - 「江戸の用心棒」
    - 第21話「赤さび侍 夫婦の絆」 - 相馬の配下 役
    - 最終話「男芸者が命を賭けた!」（1995年3月8日） - 望月の配下

  - 「江戸の用心棒II」
    - 第1話「命を賭けた鬼与力」（1995年10月17日） - 牧野の配下
    - 第13話「駈け落ち無情」（1996年2月20日） - 同心
- 「騎馬奉行がゆく」（1995年7月11日）
- 「さむらい探偵事件簿」
  - 第3話「嘘つき天使の夢芝居」（1996年11月12日）
  - 第8話「私は一番不幸な女」（1997年1月21日）

#### TBS
- 「妖術武芸帳」第3話（1969年3月30日）
- 水戸黄門シリーズ
  - 「水戸黄門 第1部」
    - 第2話「人生に涙あり」（1969年8月11日） - 侍
    - 第13話「追いつめられて」（1969年10月27日） - 旅役者
    - 第27話「暗闇の長者」（1970年2月2日） - 虚無僧

  - 「水戸黄門 第2部」
    - 第3話「暁の乱斗」（1970年10月12日） - 村人
    - 第9話「流血の谷」（1970年11月23日） - 浜田
    - 第10話「対決」（1970年11月30日） - 浜田
    - 第19話「浪人街の決斗」（1971年2月1日） - 斉藤の配下役
    - 第23話「謀略の渦」（1971年3月1日） - 飯塚
    - 第32話「小太刀の女」（1971年5月3日） - 藩士

  - 「水戸黄門 第3部」第15話「忍びの掟」（1972年3月6日） - 忍び
  - 「水戸黄門 第4部」
    - 第5話「黒いひげの黄門さま」（1973年2月19日） - 山城屋の子分
    - 第9話「ごますり剣法免許皆伝」（1973年3月19日） - 立花の門弟
    - 第29話「しのびの殿さま」（1973年8月6日） - 役人

  - 「水戸黄門 第5部」
    - 第4話「黄門さまのおまじない」（1974年4月22日）
    - 第7話「盗まれた路用金」（1974年5月13日） - 玄竜の手下
    - 第20話「親をだました親孝行」（1974年8月19日）

  - 「水戸黄門 第6部」
    - 第3話「よみがえった男	」（1975年4月14日） - 藩士
    - 第30話「希望の灯」（1975年10月20日） - 金八の子分

  - 「水戸黄門 第7部」
    - 第7話「帰って来た南部駒」（1976年7月5日） - 役人
    - 第19話「最上紅花恋の唄」（1976年9月27日） - 役人
    - 第26話「馬にひかれて善光寺」（1976年11月15日） - 権蔵の子分
    - 第27話「真実に命をかけて」（1976年11月22日） - 武石の家臣
    - 第28話「ひょうろく玉の仇討ち」（1976年11月29日） - 岡っ引き

  - 「水戸黄門 第8部」
    - 第11話「風車に賭けた恋」（1977年9月26日） - 永野
    - 第15話「殺しを誘う薪能」（1977年10月24日） - 藩士
    - 第21話「黄門さまも人の親」（1977年12月5日） - 浪人

  - 「水戸黄門 第9部」第13話「黄門様の泥棒ごっこ」（1978年10月30日） - 役人
  - 「水戸黄門 第10部」
    - 第9話「三人の無法者」（1979年10月8日） - 門弟
    - 第14話「鬼が盗んだ運上金」（1979年11月12日）- -役人
    - 第21話「じゃじゃ馬娘はお医者様」（1980年1月7日） - 西尾の家臣

  - 「水戸黄門 第11部」
    - 第7話「うっかり八兵衛 お殿様」（1980年9月29日） - 家臣
    - 第14話「河豚にあたった若旦那」（1980年11月17日） - 家臣
    - 第18話「天晴れ早駈け 勝ち名乗り」（1980年12月15日） - 藩士

  - 「水戸黄門 第12部」第21話「湯気に隠れた悪企み」（1982年1月18日） - 相馬屋の手下
  - 「水戸黄門 第13部」第15話「三葉葵を盗んだ男 -津山-」（1983年1月24日） - 下役人
  - 「水戸黄門 第14部」
    - 第4話「わがまま姑の嫁いびり」（1983年11月21日） - 中盆
    - 第21話「鬼が棲んでた地獄島」（1984年3月19日） - 茂蔵の子分

  - 「水戸黄門 第15部」
    - 第5話「闇を斬る! 怪傑白頭巾」（1985年2月25日） - 役人
    - 第16話「弥七に似ていた風来坊」（1985年5月13日） - 役人
    - 第22話「悲願叶えた火焔剣」（1985年6月24日） - 松江藩士
    - 第35話「命を賭けた裏切り武士道」（1985年9月23日） - 藩士

  - 「水戸黄門 第16部」
    - 第4話「助さん身代り親孝行」（1986年5月19日） - 六蔵の子分
    - 第10話「悪を断った鍾馗の舞い」（1986年6月30日） - 安藤の側近
    - 第18話「悪が群がる隠し銀山」（1986年8月25日） - 役人
    - 第27話「陰謀暴いた男の友情」（1986年10月27日） - 役人

  - 「水戸黄門 第17部」
    - 第1話「水戸黄門」（1987年8月24日） - 水戸藩士 役
    - 第15話「南国土佐のいごっそ女房」（1987年12月7日） - 刺客

  - 「水戸黄門 第18部」
    - 第5話「恐怖の釣り天井」（1988年10月10日） - 行列の供侍
    - 第11話「姫様 馬子が瓜二つ」（1988年11月21日） - 藩士
    - 第19話「幸せ運んだ子守唄」（1989年1月23日） - 有明屋の子分
    - 第20話「陰謀渦巻く大草原」（1989年1月30日） - 伝兵衛の手下

  - 「水戸黄門 第19部」
    - 第1話「水戸黄門」（1989年9月25日） - 泉藩用人
    - 第16話「鬼が巣喰う金の山」（1990年1月15日） - 野路勝馬

  - 「水戸黄門 第20部」
    - 第38話「呑ん兵衛医者の秘密」（1991年7月29日） - 丑松
    - 第46話「印籠盗んだ女掏摸」（1991年9月23日） - 重五郎の子分

  - 「水戸黄門 第21部」
    - 第10話「嫁のこころ 姑しらず」（1992年6月8日） - 供侍
    - 第20話「悲願を秘めた鬼代官」（1992年8月17日） - 太助

  - 「水戸黄門 第22部」
    - 第10話「暗雲晴れた和歌山城」（1993年7月19日） - 役人
    - 第12話「密命帯びた娘巡礼」（1993年8月2日）
    - 第23話「悪計暴いた備前焼」（1993年10月18日） - 津村
    - 第35話「飛脚競べで悪を討つ」（1994年1月17日）

  - 「水戸黄門 第23部」
    - 第2話「育ての父は鷹匠」（1994年8月8日） - 役人
    - 第7話「偽りの武士道」（1994年9月12日）
    - 第13話「姫様狙う悪の罠」（1994年10月31日）
    - 第21話「津和野銘菓は恋の味」（1994年12月26日） - 岡っ引
    - 第27話「酔いどれ男の恩返し」（1995年2月13日）
    - 第38話「悪が群がる御用金」（1995年5月1日）

  - 「水戸黄門外伝 かげろう忍法帖」
    - 第4話「怨霊! 鎧武者」（1995年6月12日）
    - 第5話「桔梗の花は死の匂い」（1995年6月19日）
    - 最終話「悪を懲らした女たち」（1995年9月4日） - 役人

  - 「水戸黄門 第24部」
    - 第8話「謎の美剣士! 紅夜叉」（1995年11月6日）
    - 第17話「女目明し 仇討ち悲願」（1996年1月15日）
    - 第19話「悪を糺した瀬戸の花嫁」（1996年1月29日）
    - 第24話「慕う坊やに娘の真心」（1996年3月4日）
    - 第27話「一陽来復 米沢の春」（1996年4月1日）

  - 「水戸黄門 第25部」
    - 第1話「旅立ち」（1996年12月9日） - 船頭
    - 第8話「奪われた恋女房」（1997年2月10日） - 役人
    - 第22話「オラの息子が御落胤」（1997年5月26日） - 英高の家臣
    - 第29話「狙われた庄内小町」（1997年7月14日） - 長兵衛の手下

  - 「水戸黄門 第26部」
    - 第8話「愛する夫は蘭語好き」（1998年4月6日） - 石本
    - 第16話「帰らぬ兄は天神様」（1998年6月1日） - 金蔵
    - 第20話「おいらのちゃんは日本一」（1998年6月29日） - 原口

  - 「水戸黄門 第27部」
    - 第16話「黄門様を探した娘」（1999年7月5日） - 小谷
    - 第24話「亡霊になって悪退治」（1999年8月30日） - 赤星の用人
    - 最終話「旅の終わりの危機一髪」（1999年10月18日） - 奈良井の用人

  - 「水戸黄門 第28部」
    - 第9話「関所を破る男装の密使」（2000年5月8日） - 田淵軍蔵
    - 第12話「女三人 崖っぷち勝負!」（2000年5月29日） - 役人
    - 最終話「日の本一の謎の影武者」（2000年11月20日）

  - 「水戸黄門 第29部」第1話（2001年4月2日） - 稲葉石見守正休
  - 「水戸黄門 第30部」
    - 第4話「殿を殴った指南役」（2002年1月28日） - 侍
    - 第22話「神々の里の奇妙な話」（2002年6月10日） - 梅津九太夫

  - 「水戸黄門 第31部」
    - 第6話「娘剣士の上意討ち」（2002年11月18日）
    - 第13話「うまい鯛にゃ裏がある」（2003年1月20日） - 大槻伝兵衛

  - 「水戸黄門 第32部」第8話（2003年9月22日）
  - 「水戸黄門 第33部」
    - 第1話「将軍を狙った男」（2004年4月12日） - 侍
    - 第13話「甘ったれ若旦那に喝!」（2004年7月12日） - 寺社町奉行

  - 「水戸黄門 第34部」最終話（2005年6月6日） - 梶川の配下
  - 「水戸黄門 第35部」
    - 第1話「風雲急を告げる高松城」（2005年10月10日）
    - 第18話「脱藩者は老公に瓜二つ」（2006年2月20日） - 傘売り 役

  - 「水戸黄門 第36部」第12話（2006年10月23日） - 西海屋
  - 「水戸黄門 第37部」第21話（2007年9月3日） - 世話人
  - 「水戸黄門 第38部」第2話（2008年1月14日）
  - 「水戸黄門 第39部」第8話（2008年12月1日）
  - 「水戸黄門 第40部」
    - 第4話「赤と青 風車の秘密!」（2009年8月17日）
    - 第10話「赤い恐怖! 心の叫び」（2009年10月12日）

  - 「水戸黄門 第42部」第2話（2010年10月18日）
- 大岡越前シリーズ
  - 「大岡越前 第2部」
    - 第14話「呪われた鎧」（1971年8月16日） - 床屋の客
    - 第19話「新助そばの悲願」（1971年9月20日） - 町人

  - 「大岡越前 第4部」第20話（1975年2月17日）
  - 「大岡越前 第5部」第18話（1978年6月5日） - 文蔵の子分
  - 「大岡越前 第7部」
    - 第17話「脱走者を待つ女」（1983年8月15日） - 役人
    - 第24話「悪魔が狙った江戸小町」（1983年10月3日） - 寄居の配下

  - 「大岡越前 第8部」
    - 第1話「大岡越前」（1984年7月16日） - 臥煙
    - 第13話「復讐唐人剣」（1984年10月15日） - 用心棒

  - 「大岡越前 第9部」
    - 第1話「大岡越前」（1985年10月28日） - 南町同心 役
    - 第6話「探した我が子は女掏摸」（1985年12月2日） - 旗本
    - 第20話「見えぬ目が見た真犯人」（1986年3月10日） - 北町の同心

  - 「大岡越前 第10部」最終話（1988年9月5日） - 与力
  - 「大岡越前 第11部」第4話（1990年5月14日） - 権十の手下
  - 「大岡越前 第12部」第9話（1991年12月9日）
  - 「大岡越前 第13部」
    - 第1話「大岡越前」（1992年11月16日） - め組の火消し
    - 第22話「赤に怯える女」（1993年4月12日） - 旗本

  - 「大岡越前 第14部」
    - 第14話「母が溺れた受験戦争」（1996年9月16日）
    - 第17話「命を懸けた贋金探索」（1996年10月14日） - 子分

  - 「大岡越前 第15部」最終話（1998年3月15日）
- 江戸を斬るシリーズ
  - 「江戸を斬る 梓右近隠密帳」
    - 第11話「小坊主剣客」（1973年12月3日） - 生駒の家臣
    - 第15話「笹野権三誉れの仇討ち」（1974年1月7日） - 門弟

  - 「江戸を斬るII」
    - 第5話「消えた江戸小町」（1975年12月8日） - 子分
    - 第20話「娘目明し」（1976年3月22日） - 南町の役人

  - 「江戸を斬るIII」
    - 第12話「殴られた水戸烈公」（1977年4月4日）
    - 第19話「どじな兄貴の妹想い」（1977年5月23日） - 職人
    - 第25話「掠奪された御用金」（1977年7月4日） - 浪人

  - 「江戸を斬るV」
    - 第12話「鍾馗人形殺人事件」（1980年5月5日）
    - 第21話「姿なき脅迫者」（1980年7月7日）

  - 「江戸を斬るVI」
    - 第8話「義賊うの字小僧」（1981年4月6日）
    - 第17話「おゆきに惚れたいい男」（1981年6月8日）

  - 「江戸を斬るVII」
    - 第7話「恐怖の凶賊紅蝙蝠」（1987年3月9日）
    - 第27話「復讐! 姉弟蛇皮線」（1987年7月27日）

  - 「江戸を斬るVIII」
    - 第5話「意外な目撃者」（1994年2月28日）
    - 第10話「仇討ち悲願の若旦那」（1994年4月4日）
    - 第25話「復讐剣が闇を裂く」（1994年7月18日）
- 「影同心II」第1話（1975年10月18日） - 岩吉の子分
- 「怪傑黒頭巾」（1990年10月7日）
- 「平清盛」（1992年1月1日）
- 「新選組・池田屋の血闘」（1992年10月2日）
- 月曜ドラマスペシャル → 月曜ミステリー劇場
  - 「一色京太郎事件ノート」第3作（1996年11月11日） - タクシー運転手
  - 「狩矢警部シリーズ」
    - 第1作「京都華道家元殺人事件」（2005年10月24日）
    - 第2作「京都弓道殺人事件」（2006年5月1日） - 高橋
    - 第4作「京都阿修羅王殺人事件」（2008年4月14日） - 京都府警察刑事
    - 第10作「千利休・謎の殺人事件」（2011年7月4日） - 坊さん
    - 第12作「京都香道殺人事件」（2012年11月19日） - 大河内信行
- 南町奉行事件帖 怒れ!求馬シリーズ
  - 「南町奉行事件帖 怒れ!求馬I」最終話（1998年2月2日） - 浪人
  - 「南町奉行事件帖 怒れ!求馬II」第1話（1999年10月25日）
  - 「大江戸を駈ける!」第10話（2001年2月12日）
- 「臥竜の天」（2013年3月9日、BS-TBS）

#### フジテレビ
- 「銭形平次」
  - 第37話「十手飛脚」（1967年1月11日） - 宇之助
  - 第77話「江戸の野良犬」（1967年10月18日） - 清次
  - 第106話「黒い傷あと」（1968年5月8日） - 手代
  - 第122話「平次を消せ」（1968年8月28日） - 善助
  - 第139話「無宿者狩り」（1968年12月25日） - 宿の番頭
  - 第150話「謎の供養料」（1969年3月12日） - 下ッ引
  - 第154話「闇夜の短筒」（1969年4月9日） - 当𠮷
  - 第380話「朧夜の甘い匂い」（1973年8月15日） - 駕籠仲間
  - 第499話「金貸し武士道」（1975年12月3日） - 若侍
  - 第519話「騙しちゃいけねえ」（1976年4月28日） - 仙次
  - 第595話「ひとでなし」（1977年10月26日） - 源三の子分
  - 第660話「迷い橋・想い川」（1979年2月21日） - チンピラ
  - 第666話「やがて青空」（1979年4月4日） - 浪人
  - 第678話「ドジな野郎の命がけ」（1979年7月11日） - 竜斎の子分
  - 第695話「必死の逃亡」（1979年11月21日） - 地廻り
  - 第712話「娘金貸し繁盛記」（1980年3月26日）
  - 第727話「刈干切唄」（1980年7月16日） - 役人
  - 第767話「おとぼけ捕物道中」（1981年5月27日）
  - 第840話「なさぬ仲」（1983年2月16日）
  - 第854話「許されざる者」（1983年6月22日）
- 「大坂城の女」
  - 第6話「朝日姫哀話」（1970年2月7日） - 徳川家家臣
  - 第18話「美しき囚人」（1970年5月2日） - 番卒
  - 第19話「悲恋の織糸」（1970年5月9日） - 番卒
  - 第30話「幼君国松の母」（1970年7月25日） - 警固の武士
- 「清水次郎長」第1話（1971年5月8日）
- 「眠狂四郎」
  - 第5話「仇花に露が煌めく」（1972年10月31日）
  - 第12話「鮮血は愛を染めた」（1972年12月19日）
  - 第14話「円月 初春に舞う」（1973年1月2日）
- 「隼人が来る」第13話（1973年1月4日）
- 「新選組」
  - 第1話「芹沢鴨死す 豪雨止まず」（1973年4月5日）
  - 第9話「土方歳三清水坂に斬り込む」（1973年5月31日）
- 「柳生一族の陰謀」
  - 第2話「美女のいけにえ」（1978年10月10日）
  - 第18話「沈丁花は殺しの匂い」（1979年1月30日）
  - 第38話「十兵衛を殺せ!」（1979年6月19日）
- 影の軍団シリーズ
  - 「影の軍団II」
    - 第3話「恐怖! いけにえの館」（1981年10月20日）
    - 第11話「真夜中に上る死の煙」（1981年12月15日）
    - 第25話「伊賀対甲賀・最大の激突!」（1982年3月23日） - 椎名組の配下

  - 「影の軍団III」
    - 第16話「容疑者は三度消える」（1982年7月20日）
    - 第20話「尼僧は俳句で殺せ!」（1982年8月17日）
    - 最終話「さらば! 影の軍団」（1982年9月28日）

  - 「影の軍団IV」
    - 第11話「龍馬、麟太郎を襲う」（1985年6月11日）
    - 第19話「凄い女がやって来た」（1985年8月6日）
    - 最終話「大老暗殺! 桜田門の女たち」（1985年10月1日）
- 時代劇スペシャル
  - 「御金蔵破り」（1981年6月12日）
  - 「魔界番町皿屋敷」（1981年8月7日）
  - 「地獄の左門十手無頼帖」第1作（1982年1月29日）
  - 「隠密くずれ 地獄の子守唄」（1982年2月5日）
  - 「紫頭巾 黄金の秘密」（1982年2月19日）
- 「大奥」第43話（1984年1月31日）
- 金曜女のドラマスペシャル → 金曜エンタテイメント → 金曜プレステージ → 金曜プレミアム
  - 「Wの悲劇 京都資産家殺人事件」（1986年6月20日）
  - 「京都竜の寺殺人事件」（1995年9月22日）
  - 「花瀬ちなつの殺人スクープ」（2000年6月30日）
  - 「京都祇園芸妓シリーズ」第7作（2000年12月22日）
  - 「新・京都祇園芸妓シリーズ」第3作（2008年2月8日）
  - 「松本清張スペシャル かげろう絵図」（2016年4月8日）
- 「大奥スペシャル〜幕末の女たち〜」（2004年3月26日）
- 「神谷玄次郎捕物控」第8話（1990年8月29日）
- 「乾いて候 母は生きていた!?その背後に潜む陰謀を田村三兄弟が斬る!!」（1993年4月7日）
- 隠密奉行朝比奈シリーズ
  - 「隠密奉行朝比奈 第1シリーズ」第4話（1998年7月22日）
  - 「隠密奉行朝比奈 第2シリーズ」第3話（1999年7月21日）
- 大奥シリーズ
  - 「大奥」第5話（2003年7月1日）
  - 「大奥 〜第一章〜」第3話（2004年10月21日）

#### テレビ朝日
- 素浪人シリーズ
  - 「素浪人 月影兵庫 第1シリーズ」第17話（1966年2月8日） - 世之助
  - 「素浪人 花山大吉」
    - 第51話「富士のお山が知っていた」（1969年12月20日）
    - 第65話「南の果てでもめていた」（1970年3月28日）
- 用心棒シリーズ
  - 「待っていた用心棒」
    - 第4話「暗殺」（1968年2月19日）
    - 最終話「山なみの彼方へ」（1968年7月22日）

  - 「帰って来た用心棒」第4話（1968年8月19日）
- 遠山の金さんシリーズ
  - 「遠山の金さん捕物帳」
    - 第1話「待てなかった女」（1970年7月12日） - 六蔵の子分
    - 第25話「幽霊に好かれた男」（1970年12月27日） - 茶店の客
    - 第39話「片棒担いだ女」（1971年4月4日） - さぶ
    - 第76話「似顔絵の男」（1971年12月19日） - 子分
    - 第83話「虎に化けた男」（1972年2月6日） - 御庭番
    - 第85話「さらわれた女」（1972年2月20日） - 町人
    - 第102話「狼と呼ばれた女」（1972年6月18日） - 藤兵衛の子分
    - 第122話「禁じられた恋の女」（1972年11月5日）
    - 第128話「殺しを見られていた男」（1972年12月17日）
    - 第144話「海の向うから来た女」（1973年4月8日）

  - 「ご存知遠山の金さん」
    - 第18話「弁慶の泣きどころ」（1974年2月3日）
    - 第49話「島帰りの拾いもの」（1974年9月8日）

  - 「ご存じ金さん捕物帳」
    - 第7話「花嫁姿を冥途で見た」(1974年11月10日)
    - 第24話「騙された悪女」（1975年3月9日）

  - 「遠山の金さん 第1シリーズ」
    - 第31話「明日に別れの賽を振れ!!」（1976年5月6日）
    - 第51話「夕陽に燃えた必殺剣」（1976年9月23日）
    - 第59話「友情」（1976年11月18日）
    - 第78話「怨念の刃がとんだ」（1977年4月14日）
    - 第83話「しじみに咲く花」（1977年5月26日）
    - 第87話「お白州で実った恋」（1977年6月23日）
    - 第95話「殺しが呼んだ恋月夜」（1977年8月18日）

  - 「遠山の金さん 第2シリーズ」第21話（1979年7月19日） - 若者
  - 「遠山の金さん」
    - 第2話「大追跡! 消えた大砲」（1982年4月15日）
    - 第9話「大江戸最大の誘拐事件!」（1982年6月3日）
    - 第24話「二人の母が情けに泣いた!」（1982年9月16日）
    - 第37話「炎の女! 死ぬのは奴らだ」（1982年12月23日）
    - 第38話「浮世絵が招いた将軍暗殺!」（1983年1月6日）
    - 第42話「殺しを見たのは失明の美女!」（1983年2月3日）
    - 第49話「大逆転! 泥棒になった遠山桜」（1983年3月24日）
    - 第58話「謎の怪死事件・鏡の中の女!」（1983年6月16日）
    - 第64話「怨霊屋敷・女のしのび泣き!」（1983年8月4日）
    - 第76話「愛か真か岐路に立つ女!」（1983年11月24日）
    - 第82話「大奥潜入! 顔で笑って心で泣く母」（1984年1月19日）
    - 第89話「決死の殴り込み・死装束の遠山金四郎!」（1984年3月15日）
    - 第93話「銃口に立つ! みちのく肝っ玉姉さん」（1984年4月26日）
    - 第100話「幻の秘宝・奥能登から来た女!」（1984年6月14日）
    - 第101話「危険な潜入! 赤い殺意に燃えた女」（1984年6月21日）
    - 第107話「浴槽の死美人・怨みの琴をひく女!」（1984年8月2日）
    - 第110話「花の単身赴任・夢追い美女がかけた罠!」（1984年8月23日）
    - 第119話「女菩薩の如く、女夜叉の如し!」（1984年11月1日）
    - 第126話「闇の女元締・唐獅子のお駒!」（1985年1月10日）
    - 第134話「愛のさすらい・女経師スタコラお照!」（1985年3月7日）
    - 第138話「魔の館・悪女を泣かせた浪花の母!」（1985年4月25日）
    - 第149話「妖星伝・天から美女が降って来た!」（1985年7月11日）

  - 「遠山の金さんII」
    - 第3話「真珠の女・青い海が泣いてます!」（1985年10月29日）
    - 第8話「女渡世人・男勝りが玉に疵!」（1985年12月3日）
    - 第13話「長崎から来た麗人・不知火太夫!」（1986年1月21日）
    - 第19話「悪夢を拾った女!」（1986年3月4日）
    - 第22話「夜の美女軍団II 決闘編」（1986年4月8日）
    - 第27話「神馬に乗った巫女!」（1986年5月20日）
    - 第32話「母の死の謎!」（1986年7月1日）
    - 最終話「遠山奉行最後のお裁き!」（1986年9月16日）

  - 「名奉行 遠山の金さん 第1シリーズ」
    - 第14話「危険なつっぱり娘」（1988年8月4日） - 池松
    - 第20話「美人姉妹の復讐」（1988年10月20日） - 源蔵

  - 「名奉行 遠山の金さん 第2シリーズ」
    - スペシャル1「江戸城大騒乱! 将軍とおんな天一坊」（1989年9月28日）
    - 第18話「夜空を飛んだ女の執念」（1989年10月26日） - 権太 役

  - 「名奉行 遠山の金さん 第3シリーズ」最終話（1991年3月28日） - 熊造の手下
  - 「名奉行 遠山の金さん 第4シリーズ」第13話（1992年2月20日） - 泥亀
  - 「名奉行 遠山の金さん 第5シリーズ」
    - 第23話「笹舟の謎! 歩いてきた幽霊」（1993年10月21日） - 居酒屋の客
    - 第26話「若年寄を救った女」（1993年11月11日） - 政五郎の子分
    - 第28話「過去を背負った二人の女」（1993年11月25日） - 上総屋清兵衛

  - 「名奉行 遠山の金さん 第6シリーズ」第11話（1994年9月8日） - 篠原勘解由
  - 「名奉行 遠山の金さん 第7シリーズ」第5話（1996年10月26日） - 桑名屋
- 「紅つばめお雪」第9話（1970年11月27日）
- 「さむらい飛脚」第6話（1971年2月13日）
- 「長谷川伸シリーズ」
  - 第5話「町のいれずみ者」（1972年11月1日）
  - 第9話「人斬り伊太郎」（1972年11月29日）
- 「次郎長三国志」第7話・第16話（1974年5月21日・7月30日）
- 「五街道まっしぐら!」第2話（1976年10月23日）
- 「人形佐七捕物帳」
  - 第7話「十手嵐の晴れ祝言」（1977年5月21日） - 文吉
  - 第18話「鶴千番が死を招く」（1977年8月20日）
  - 第24話「他人の名で死ぬ男」（1977年10月15日） - 大工
  - 第29話「銚子をつぶす左指」（1977年11月19日） - 久六
  - 第31話「捕物くらべ西東」（1977年12月3日）
- 暴れん坊将軍シリーズ
  - 「吉宗評判記 暴れん坊将軍」
    - 第1話「春一番! 江戸の明星」（1978年1月7日） - 供侍
    - 第8話「黒い十手を握る男」（1978年3月4日） - 目明し
    - 第20話「人情あやめ河岸」（1978年5月27日） - 役人
    - 第25話「素破! 天下の一大事」（1978年7月8日） - 町人
    - 第33話「天下御免の大名じるこ」（1978年9月30日） - 赤石藩士
    - 第37話「女の一途に目を醒せ!」（1978年10月28日） - 南町定廻り
    - 第63話「一六勝負に散った花」（1979年5月5日） - 松吉
    - 第68話「涙のにせ訴状」（1979年6月9日） - 牢役人
    - 第72話「紅花で染めた復讐」（1979年7月7日） - トビの男
    - 第83話「天下を狙う盗賊」（1979年10月20日） - 同心
    - 第100話「天下御免のにせ將軍」（1980年2月16日） - 山崎
    - 第105話「止めろ! 天下御免の暴走車」（1980年3月29日）
    - 第109話「天下晴れてのつまみ喰い」（1980年4月26日） - 武士
    - 第129話「父よあなたは偉かった」（1980年9月13日） - 甚助
    - 第135話「湯けむり地獄の決斗」（1980年11月1日） - 今関
    - 第158話「地獄の鐘は暮六つに鳴る」（1981年5月2日） - 丑松
    - 第166話「鈴に誓った前髪剣法」（1981年6月27日） - 丑松
    - 第176話「憎しみの糸が結んだ父娘の絆」（1981年9月12日） - やくざ
    - 第182話「据膳喰う奴喰わぬ奴」（1981年10月24日） - 家臣
    - 第195話「磯の香りはおっかあの味」（1982年1月30日） - 地廻り

  - 「暴れん坊将軍II」
    - 第13話「修羅場に咲いた隠れ妻」（1983年6月4日） - 三浦
    - 第30話「喧嘩纒は俺が振る!」（1983年10月8日） - 仁助
    - 第49話「血涙! 享保の巌窟王」（1984年2月25日） - ならず者
    - 第61話「さぎりが覗いた暗殺命令!」（1984年5月19日） - 浦川
    - 第68話「いま、ひと夏のいのち唄!」（1984年7月21日） - 虎吉
    - 第69話「さらば百人力の片想い!」（1984年7月28日） - 藩士
    - 第78話「少女監禁! 天使たちの反乱」（1984年10月6日） - ならず者
    - 第90話「春に出初めの木遣り唄!」（1985年1月12日） - 由松
    - 第113話「花の吉原 人質新さん!」（1985年6月29日） - 寅松
    - 第122話「秘めた誓いの夢千両!」（1985年9月14日） - 同心
    - 第134話「おやこ鷹 師走の哀歌!」（1985年12月28日） - 鳥見役・同心
    - 第142話「吉宗が愛した悪女」（1986年3月1日） - 内藤
    - 第150話「おんな大学 新さん疑惑の夜働き!?」（1986年5月3日） - 使者
    - 第157話「天晴れ! 赤穂の竹光夫婦」（1986年6月21日） - 浪人
    - 第164話「夫婦飛脚の夢だより!」（1986年8月23日） - 政
    - 第175話「母哀し、裏切りの二重奏!」	（1986年11月29日） - 手代

  - 「暴れん坊将軍III」
    - 第12話「絵草紙からくり心中」（1988年3月26日） - 町方役人
    - 第20話「さらわれたお葉」（1988年5月28日） - 町方同心
    - 第28話「狙われた玉の輿!」（1988年7月23日） - 小六
    - 第38話「帰ってきた風小僧」（1988年10月22日） - 同心
    - 第42話「悲願成就、半次郎のいのち」（1988年12月3日） - 浪人
    - 第63話「孫兵ヱは浪花のお大尽さま!?」（1989年5月27日） - 普請方
    - 第64話「まさか! 辰五郎が不倫!?」（1989年6月3日） - 男
    - 第82話「隠密、二十年目に帰る」（1989年11月4日） - 門番頭
    - 第85話「少年は見た 将軍を!」（1989年12月2日） - 武士
    - 第91話「狙われた四人の目撃者!」（1990年1月20日） - 浪人
    - 第96話「新之助が愛した女」（1990年3月3日） - 三橋十蔵
    - 第99話「花咲ける忠臣一代!」（1990年3月24日） - 諸侯
    - 第104話「死闘! 護持院ヶ原の果し状」（1990年5月12日） - 侍
    - 第118話「流転笠、江戸のつむじ風!」（1990年8月18日） - 南町与力
    - 第122話「さよならの花かんざし!」（1990年9月22日） - 依田

  - 「暴れん坊将軍IV」
    - 第6話「もう一つの十手御用」（1991年5月18日） - 番頭
    - 第9話「天下御免のくいしん坊侍」（1991年6月8日） - 物書役
    - 第16話「泣くな妹よ、母ありせば!」（1991年7月27日） - 家臣
    - スペシャル2「江戸城反乱! 連判状に仕掛けられた罠!!」（1991年10月5日）
    - 第28話「紀州の海鳴り おやこ波」（1991年11月2日） - 弥右衛門
    - 第46話「恋山彦 幻の花嫁!」（1992年3月21日） - 家臣
    - 第51話「鳩笛慕情! 姫君の供は将軍さま」（1992年5月2日） - 岸田兵馬
    - 第54話「吉宗変化! お狩場の鬼退治」（1992年5月23日） - 博奕打ち
    - 第63話「三年目の新妻化粧!」（1992年8月1日） - 太田平三郎
    - 第66話「鉄火芸者に花一輪」（1992年8月22日） - 筧順之助
    - 第68話「お見事、上様の恋指南!」（1992年9月5日） - 北町与力

  - 「暴れん坊将軍V」
    - 第2話「狙われた氷の美女」（1993年4月17日） - 中山
    - 第7話「母の願いは人斬り稼業?!」（1993年5月29日） - 加納信之丞
    - 第8話「ろくでなし長屋殺人事件」（1993年6月5日） - 旗本
    - 第27話「新さん負けるな! 大競馬」（1993年12月4日） - 医者
    - 第36話「風雪! 子連れ母唄」（1994年2月12日） - 亭主

  - 「暴れん坊将軍VI」
    - 第2話「若殿新さん いじめられる!」（1994年10月22日） - 戸田
    - 第14話「遠い昔の花嫁衣裳」（1995年2月11日） - 森右京
    - 第19話「無法許さぬあさり剣法」（1995年3月18日） - 沖山
    - 第25話「吉宗、見参! 女剣士の挑戦状」（1995年5月27日） - 古賀の配下
    - 第30話「愛と復讐の遠目鏡」（1995年7月8日） - 信濃屋
    - 第34話「絶体絶命! 大岡越前」（1995年8月12日） - 浜田左内
    - 第42話「八丁堀情話 悪名の女!」（1995年11月11日） - 熊之助の父
    - 第46話「帰って来た次男坊鴉」（1995年12月9日） - 伊崎
    - 第47話「盗賊の娘」（1995年12月16日） - 小林平三郎

  - 「暴れん坊将軍VII」第6話（1996年8月31日） - 本多図書
  - 「暴れん坊将軍VIII」
    - 第7話「美しき婚約者の悩み」（1997年10月25日） - 伊豆屋徳兵衛
    - 第10話「陰謀に巻き込まれた黄門様!?」（1997年11月22日） - 永井鶴右衛門

  - 「暴れん坊将軍IX」
    - 第1話「遊郭に仕掛けられた罠 吉宗VS闇将軍」（1998年11月7日） - 火盗方役人
    - 第8話「処刑直前! 赤ん坊を産む女囚」（1999年1月23日） - 石出帯刀
    - 第27話「宿命の絆 わが子に一目逢いたい!」（1999年7月1日） - 美濃屋
    - 第29話「消えた密書! くの一が愛した男」（1999年7月15日） - 岩槻藩士
    - 第32話「母なればこそ 椿の花は知っていた」（1999年8月12日） - 勘助

  - 「暴れん坊将軍X」
    - 第1話「吉宗爆殺!! 都から来た美しき刺客」（2000年3月30日） - 京屋
    - 第5話「埋蔵金に踊らされた夫婦! 甲府勤めの甘い罠」（2000年4月27日） - 増美屋
    - 第22話「運命のいたずら! 父の仇に恋した女」（2000年8月10日） - 石田

  - 「暴れん坊将軍XI」
    - 第5話「爺が引退! 吉宗苦悩の決断」（2001年8月16日） - 幕閣
    - 第8話「お杏の悲痛な叫び! 夫はなぜ殺された!?」（2001年9月6日） - 金子伊予守
    - 第17話「危機一髪! お庭番の禁じられた恋」（2001年12月3日） - 大黒屋徳兵衛

  - 「暴れん坊将軍スペシャル2004」（2004年3月29日）
- 土曜ワイド劇場
  - 「森村誠一の殺意の重奏」（1978年5月27日）
  - 「吸血鬼ドラキュラ神戸に現わる」（1979年8月11日）
  - 「京舞妓殺人事件」（1980年3月29日）
  - 「スペシャリスト」第1作（2013年5月18日） - 中島次郎
  - 「おみやさん」第2作（2016年10月15日） - 加藤彰文
- 「風鈴捕物帳」
  - 第12話「甦った男」（1979年1月25日）
  - 最終話「雨中に消えた直訴状」（1979年2月8日）
- 「赤穂浪士」第4話・第5話・第9話・第15話 - 第17話・第23話・第24話・第35話・最終話（1979年5月7日・5月14日・6月11日・7月23日 - 8月6日・9月17日・9月24日・12月17日・12月24日） - 赤埴源蔵
- 「長七郎天下ご免!」
  - 第3話「激突! 燃えろ江戸っ子」（1979年11月8日）
  - 第10話「浮かれて泣いた大漁節」（1980年1月10日） - 御家人
  - 第15話「酔いどれ女の子守唄」（1980年2月14日） - 浪人
  - 第21話「初売り! 命を的のかわら版」（1980年3月27日）
  - 第24話「酒がかたきの極楽とんぼ」（1980年4月17日） - 浪人
  - 第40話「情けで築いた江戸堤」（1980年8月7日） - 秀
  - 第50話「殉死! 悲しき武士道」（1980年11月6日） - 配下
  - 第57話「米なき里の豊年踊り」（1981年1月8日） - 藩士
  - 第62話「紅花・たそがれ親不孝」（1981年2月19日） - 中間
  - 第73話「母の祈りの祭り太鼓」（1981年5月21日） - 江森
  - 第86話「情け丁半! 姉妹かんざし」（1981年8月27日） - 片山
  - 第104話「伊勢路恋しや母子唄」（1982年1月21日） - 山村
  - 第107話「げんこつ涙の子守唄」（1982年2月11日） - 木場の男
  - 第112話「白狐に哭いた浪花武士」（1982年3月18日） - 御家人
- 柳生あばれ旅シリーズ
  - 「柳生あばれ旅」
    - 第7話「駿府城秘女の闘い -府中-」（1980年11月25日）
    - 第15話「裏切者は女で殺せ -藤川-」（1981年1月20日）

  - 「柳生十兵衛あばれ旅」
    - 第1話「風雲渦巻く中仙道」（1982年10月19日）
    - 第6話「上州女にからっ風」（1982年11月23日）
    - 第11話「うたかたの花」（1982年12月28日）
- 「源九郎旅日記 葵の暴れん坊」
  - 第9話「ちゃんが命のざんげ金」（1982年7月3日） - ならず者
  - 第20話「燃やせ玄海! 男の炎」（1982年9月25日） - 海の男
  - 第25話「手毬は知っていた」（1982年10月30日） - 人足
  - 第37話「孤剣に賭けた越後の女」（1983年1月29日） - 浪人
- 「必殺仕事人V・旋風編」第12話（1987年2月20日） - 留蔵
- 傑作時代劇
  - 「かるわざ剣法 恋も抜き打ち素浪人」（1987年4月30日）
  - 「町奉行日記 単身赴任、今日も出社せず」（1987年5月21日）
- 「新選組」後編（1987年10月8日）
- 三匹が斬る!シリーズ
  - 「三匹が斬る!」
    - 第2話「花一輪、雨も上がるか中山道」（1987年10月29日） - 逸見の配下
    - 第8話「父恋の、凧空に舞い草枕」（1987年12月10日） - 役人
    - 第19話「春一番! 旗本三悪人ころし節」（1988年3月17日） - 浪人

  - 「続・三匹が斬る!」第8話（1989年2月9日） - 繁蔵
  - 「続続・三匹が斬る!」
    - 第1話「帰ってきた三匹! 九州路 取るは天下か はたまた夢か」（1990年1月4日）
    - 第7話「まぼろしの、父が恋しい夢芝居」（1990年2月22日） - 岩崎の配下
    - 第10話「怪盗ムツゴロウ、祭囃子を聞いて死ね!」（1990年3月15日） - 銀次
    - 第16話「お茶壺が女を泣かす鬼街道」（1990年5月24日）
    - 最終話「さらば三匹、消えた七番目の隠密」（1990年6月28日）

  - 「また又・三匹が斬る!」
    - 第5話「悪の華、散らせて見せます美保の関」（1991年5月16日） - 役人
    - 第7話「妖怪見たか? 丑の刻参りの女」（1991年5月30日） - 役人
    - 第12話「幻の狐の嫁入り見て死んだ」（1991年7月25日） - 大野
    - 第14話「戸隠は、女郎の恨みか鬼女の花」（1991年8月22日） - 戸田

  - 「新・三匹が斬る!」
    - 第1話「懸賞首、三つ揃って夢道中」（1992年7月9日） - 伊勢屋番頭
    - 第3話「消えた女房、砂金地獄に咲いた花」（1992年8月6日） - 斧次郎
    - 第6話「幸運の、汗かき阿弥陀が血を流す」（1992年9月10日） - 橋爪
    - 第11話「女一匹! わたしゃ闇の逃がし屋稼業」（1992年11月19日） - 役人
    - 第17話「母恋し、狐涙の妖怪変化!」（1993年1月21日） - 乱心した侍
- 「ご存知!旗本退屈男」
  - 第2作「薩摩に倒幕の謀反!謎の南蛮船と能面武士の密書!!」（1988年12月29日）
  - 第7作「危うし!加賀百万石 謎の豪商の底知れぬ野望! 美女二人・秘められた過去!!」（1992年3月26日）
  - 第9作「天下御免の巨悪斬り! 大江戸に史上最大の危機迫る 花に嵐か? 競艶三人の美女!」（1994年1月3日）
- 「家光と彦左と一心太助」（1989年1月3日）
- 「子連れ狼 冥府魔道の刺客人 母恋し大五郎絶唱!」（1989年10月5日）
- 将軍家光忍び旅シリーズ
  - 「将軍家光忍び旅」
    - 第2話「父ちゃんの海を返せ!」（1990年10月20日） - 宿場役人
    - 第10話「陰謀渦巻く駿府城家光を狙う死の釣天井」（1990年12月29日） - 家来
    - 第21話「瞼の父、お蔦、涙の再会」（1991年3月23日） - 役人

  - 「将軍家光忍び旅II」
    - 第1話「暗雲ただよう中山道! 家光を狙う妖しい美女と謎の黒幕!」（1992年10月3日）
    - 第14話「名馬危うし! 望月牧場の黒い罠」（1993年1月23日） - 目付
    - 第17話「絹の村、引き裂かれた夢」（1993年2月13日） - 用人
    - 第19話「冬の蛍、罠に落ちた純愛」（1993年2月27日） - 子分
- 「御影同心 鬼っ子侍」（1991年4月7日）
- 「源氏九郎颯爽記 秘剣揚羽の蝶」（1991年10月13日）
- 「素浪人無頼旅」第1作（1991年10月31日）
- 「独眼竜の野望 伊達政宗」（1993年1月3日）
- 「元禄太平記 忠臣蔵討入りの助っ人たち」（1995年10月7日）
- 「将軍の隠密!影十八」
  - 第5話「無実の証明・罠に落ちた愛」（1996年2月24日）
  - 第16話「人さらい・火におびえる女」（1996年6月8日）
- 「快刀!夢一座七変化」
  - 第2話「劇場を占拠した女」（1996年10月24日）
  - 第11話「取り戻せ! 汗と涙の二千両!!」（1997年2月6日）
- 「司馬遼太郎の功名が辻」最終話（1997年6月26日）
- 「次郎長三国志 勢揃い二十八人衆喧嘩旅!」（1998年1月3日）
- 「影武者徳川家康」（1998年4月16日）
- 「舞妓さんは名探偵!」第7話（1999年6月3日） - 橘
- 「痛快!三匹のご隠居」
  - 第1話「美女と七人の盗賊 戦は頭でするものよ」（1999年10月21日）
  - 第5話「娘を捨てた母 越すに越されぬ大井川」（1999年11月18日）
  - 最終話「花のお江戸の大勝負 人生は七転び八起き」（1999年12月16日）
- 科捜研の女シリーズ
  - 「科捜研の女 season1」第4話（1999年11月11日）
  - 「科捜研の女 season2」第3話（2000年11月2日）
  - 「科捜研の女 スペシャル6」（2015年1月18日）
  - 「科捜研の女 season19」第11話（2019年8月1日） - 船頭
- 八丁堀の七人シリーズ
  - 「八丁堀の七人 第1シリーズ」第4話（2000年2月3日）
  - 「八丁堀の七人 第3シリーズ」最終話（2002年3月11日） - 船宿主
  - 「八丁堀の七人 第4シリーズ」
    - 第3話「北町奉行所VS幕府最強軍団!」（2003年1月20日） - 北町筆頭与力
    - 最終話「切腹まであと二日! 最後の激闘!!」（2003年3月10日） - 北町与力

  - 「八丁堀の七人 第5シリーズ」
    - 第1話「あの七人が帰ってきた!! 美人女将が仕組んだ罠! 悲しい過去が殺意を招く」（2004年1月5日）
    - 第6話「女盗賊の涙! 二人の息子が対立を…」（2004年2月9日）

  - 「八丁堀の七人 第6シリーズ」
    - 第5話「北町への挑戦状! 死神と呼ばれた女」（2005年2月14日）
    - 第7話「火傷顔の男! 生きていた反逆者!?」（2005年2月28日）

  - 「八丁堀の七人 第7シリーズ」第5話（2006年2月13日）
- 「別れる2人の事件簿」第7話（2000年6月8日）
- 京都迷宮案内シリーズ
  - 「京都迷宮案内 第3シリーズ」第17話（2001年6月14日）
  - 「京都迷宮案内 第7シリーズ」第2話（2004年11月4日） - 床屋の主人
- 子連れ狼シリーズ
  - 「子連れ狼 第一部」
    - 第2話「父と子の約束 女スリを泣かせた大五郎」（2002年10月21日）
    - 第8話「陰謀の炎、一刀を死罪に処す!」（2002年12月2日）

  - 「子連れ狼 第二部」
    - 第11話「大五郎と雨を待つ女 愛と裏切りの死闘!」（2003年10月13日）
    - 第13話「殺意の待ち伏せ! 夫を斬りたい女と観音像の大五郎」（2003年10月27日）
    - 最終話「大五郎涙の決意! 一刀対烈堂大爆破の死闘!」（2003年12月15日）

  - 「子連れ狼 第三部」第3話（2004年7月19日）
- 「天罰屋くれない 闇の始末帖」第9話（2003年6月16日）
- おみやさんシリーズ
  - 「おみやさん 第2シリーズ」第9話（2003年6月19日）
  - 「おみやさん 第4シリーズ」第4話（2005年5月12日）
  - 「おみやさん 第5シリーズ」第6話（2006年11月30日） - 中山雄二
  - 「おみやさん 第6シリーズ」第5話（2008年12月4日） - 工事会社社員
  - 「おみやさん 第9シリーズ」第1話（2012年4月12日） - 原祐次
- 京都地検の女シリーズ
  - 「京都地検の女 第1シリーズ」
    - 第2話「美人OLは見た！殺人現場の罠」（2003年7月31日） - 能勢
    - 最終話「炎の中で殺された母… 京都映画界に潜む罠」（2003年9月11日）

  - 「京都地検の女 第2シリーズ」第1話（2005年1月13日） - 赤松課長
  - 「京都地検の女 第4シリーズ」第3話（2007年11月8日） - 横山孝二
  - 「京都地検の女 第6シリーズ」第1話（2010年10月14日） - 江崎
  - 「京都地検の女 第7シリーズ」第4話（2011年8月11日） - 清水の父親
- 銭形平次シリーズ
  - 「銭形平次 第1シーズン」
    - 第1話「炎の投げ銭! 消えた二万両の謎」（2004年4月12日）
    - 第8話「処刑寸前! 走れ平次 夫殺しの罠」（2004年5月31日）

  - 「銭形平次 第2シーズン」最終話（2005年9月12日）
- 名奉行! 大岡越前シリーズ
  - 「名奉行! 大岡越前 第1シリーズ」第9話（2005年6月13日）
  - 「名奉行! 大岡越前 第2シリーズ」第4話（2006年5月16日）
- 「風林火山」（2006年1月8日）
- 「新・桃太郎侍」
  - 第3話「桃さんVS金さん!? 父に誓った涙の友情…」（2006年8月8日）
  - 第7話「岡っ引き殺し!? 不良少年の恋」（2006年9月5日）
- 「八州廻り桑山十兵衛〜捕物控ぶらり旅」第2話（2007年5月8日）
- その男、副署長シリーズ
  - 「その男、副署長 season1」第5話（2007年5月24日） - 浜田 役
  - 「その男、副署長 season3」第8話（2009年12月3日）
- 「素浪人 月影兵庫」第5話（2007年8月14日）
- 「天と地と」（2008年1月6日）
- 日曜洋画劇場「柳生一族の陰謀」（2008年9月28日）
- 「樅ノ木は残った」（2010年2月20日）
- 「忠臣蔵〜その男、大石内蔵助」（2010年12月25日）
- 「ホンボシ〜心理特捜事件簿〜」第3話（2011年2月3日） - 間宮
- 「松本清張ドラマスペシャル・砂の器」前編（2011年9月10日） - 監察医
- 「捜査地図の女」第2話（2012年10月25日） - 鍋島宗広
- 日曜エンターテインメント「濃姫」第2作（2013年6月23日）
- 「信長のシェフ Part2」第1話（2014年7月10日）
- 「出入禁止の女〜事件記者クロガネ〜」第5話（2015年2月19日） - 富永剣一郎
- 「ザ・ドライバー -親子再会への6千キロ-」（2015年10月11日）
- 「福田和子 整形逃亡15年」（2016年3月17日）
- 「遺留捜査」スペシャル5（2018年11月11日） - 塚田

#### テレビ東京
- 「悪党狩り」
  - 第18話「無実の炎に燃えた奴」（1981年2月11日）
  - 第21話「殺人者はだれ」（1981年3月4日）
  - 第23話「人情 津軽三味線」（1981年3月18日） - 磯六
- 新春ワイド時代劇
  - 「風雲 柳生武芸帳」（1985年1月2日） - 赤坂兵衛
  - 「花の生涯 井伊大老と桜田門」（1988年1月2日） - 金子孫二郎
  - 「徳川風雲録 八代将軍吉宗」（2008年1月2日）
- あばれ八州御用旅シリーズ
  - 「あばれ八州御用旅 第2シリーズ」
    - 第10話「もち肌の女 連続殺人事件」（1991年6月21日）
    - 第11話「三吉馬子唄 なみだ唄」（1991年6月28日） - 家臣
    - 第16話「阿片地獄に散った華」（1991年8月2日）

  - 「あばれ八州御用旅 第3シリーズ」最終話（1992年10月2日）
  - 「あばれ八州御用旅 第4シリーズ」
    - 第1話「男涙の大利根無情!抜荷街道の謎を追え!」（1994年4月8日）
    - 第6話「鬼の首の弥藤次」（1994年5月13日）
- 「あばれ医者嵐山」第4話（1995年10月30日）
- 「幻十郎必殺剣」第3話（2008年2月1日）
- 「主水之助七番勝負〜徳川風雲録外伝〜」第2話（2008年10月27日）
- 「逃亡者 おりん2」第9話（2012年3月13日） - 藩重役

#### テレビ熊本
- 「未来を見つめた幕末の英雄「横井小楠」」（1998年11月3日）

### 特撮
- 「仮面の忍者 赤影」（フジテレビ）
  - 第1話「怪物蟇法師」（1967年4月5日） - 藤吉郎の乱波
  - 第4話「怪奇忍び屋敷」（1967年4月26日） - 下忍
  - 第42話「忍法はがね鞭」（1968年1月17日）